# Lilla Krampen
Lilla Krampen är en sjö i Lindesbergs kommun i Västmanland och ingår i Norrströms huvudavrinningsområde. Sjöns area är 0,02 kvadratkilometer och den är belägen 200 meter över havet.